# 孫毓筠
孫 毓筠（そん いくいん）は、清末民初の政治家・革命家。中国同盟会以来の革命派人士だが、後に袁世凱の皇帝即位運動に加担した人物である。字は少侯。

## 事跡
1906年（光緒32年）、東京で中国同盟会に加入する。同年中に帰国して革命派の蜂起を目論んだが、事が漏れて逮捕された。これにより5年間の徒刑を言い渡された。1911年（宣統3年）の辛亥革命勃発とともに革命派から救出され、江浙聯軍総部副秘書長に任命された。
1912年（民国元年）3月、孫毓筠は安徽都督に任命された。同年7月に北京へ召還され、臨時参議院議員に選出される。その後、北京政府政治会議議員、総統府高等顧問を歴任した。1913年（民国2年）3月、約法会議議長に任命された。同年5月、参政院参政員に異動し、憲政研究会を組織した。
1915年（民国4年）8月、孫毓筠は楊度・厳復・劉師培・李燮和・胡瑛とともに袁世凱の皇帝即位を支援するための籌安会を組織した。しかし護国戦争の勃発もあって、皇帝即位運動は失敗に終わる。1916年（民国5年）4月、孫毓筠は天津へ逃げ込んでいる。このため、同年7月に指名手配を受けてしまった。1918年（民国7年）3月、特赦された。
1924年（民国13年）、河南督理胡景翼の招聘に応じ、孫毓筠は開封県を訪れた。しかしまもなく同地で病没した。享年53。